# 巴亚蒙
18°23′N 66°09′W / 18.383°N 66.150°W
巴亚蒙（英語，西班牙語發音：[baʝaˈmon], 本地發音：[baʝaˈmoŋ]），綽號豬皮城 （El Pueblo del Chicharrón）和科學城，是美國屬土波多黎各的一個自治市，位於波多黎各島東北部內陸。面積115.34平方公里。2000年人口224,404人，是該島第二大城市。下分巴亚蒙市 （人口5,336人）和11區。
1772年5月22日建市。